# هواشناسی ریزمقیاس
هواشناسی ریزمقیاس (انگلیسی: Microscale meteorology) به مطالعه پدیده‌های کوتاه‌مدت اتمسفری و کوچک‌تر از هواشناسی میان‌مقیاس گفته می‌شود که اندازه آن‌ها در حدود ۱ کیلومتر (۰٫۶ مایل) یا کمتر است. این دو شاخه از هواشناسی گاهی به عنوان «هواشناسی میان‌مقیاس و ریزمقیاس» (MMM) گروه‌بندی شده و همه پدیدهای کوچک‌تر از مقیاس سینوپتیک را با هم مطالعه می‌کنند؛ به این معنی که آنها ویژگی‌های عموماً کوچک‌تر از مقیاس سینوپتیک را مطالعه می‌کنند که نمی‌توان آن‌ها را بر روی یک نقشه استاندارد وضع هوا نشان داد. هواشناسی میان‌مقیاس و ریزمقیاس شامل «پف‌های» کوچک و عموماً زودگذر ابری و دیگر ویژگی‌های کوچک ابر است. هواشناسی ریزمقیاس مهم‌ترین فرایندهای اختلاط و رقیق‌سازی در جوّ را کنترل می‌کند. موضوعات مهم در هواشناسی ریزمقیاس شامل انتقال گرما و تبادل گاز ناشی از آشفتگی نزدیک به زمین میان خاک، پوشش گیاهی و/یا آب‌های سطحی و اتمسفر است. اندازه‌گیری این فرایندهای انتقال، استفاده از برج‌های ریزهواشناسی (یا شار) را در بر می‌گیرد. متغیرهایی که اغلب در هواشناسی ریزمقیاس اندازه‌گیری یا مشتق می‌شوند شامل تابش خالص، شار حرارت محسوس، شار گرمای نهان، ذخیره‌سازی حرارت زمین و شارهای گاز کم‌مقداری است که برای اتمسفر، زیست‌کره و آبکره اهمیت دارند.
در مقایسه با ایستگاه هواشناسی خودکار، ریزشبکه یک شبکه رصد جوّی و/یا زیست‌محیطی است که برای نظارت بر پدیده‌های ریزمقیاس استفاده می‌شود. ریزشبکه‌ها گاهی به‌عنوان زیرشاخه میان‌شبکه در نظر گرفته می‌شوند و بسیاری از ریزشبکه‌ها زیرشبکه‌ای با وضوح فضایی متراکم‌تر از میان‌شبکه هستند.